# スマイライフ
「スマイライフ」は、日本のロックバンド・ステレオポニーの4作目のシングルである。

## 解説
ファーストアルバム『ハイド.ランジアが咲いている』リリース後最初の作品となる、2009年第3弾シングル。ステレオポニー初のアニメ映画主題歌となる。
初回生産盤にはビデオクリップ等を収録したDVDが付属。
2012年4月25日に発売されるアルバム『ケラ!ソン』の9曲目に収録される。

## 収録曲
1. スマイライフ (3:37)
作詞/作曲：AIMI 編曲：ステレオポニー/BOND×mw
松竹配給映画『劇場版 ヤッターマン 新ヤッターメカ大集合! オモチャの国で大決戦だコロン!』主題歌。
2. Cupido (3:29)
作詞/作曲：AIMI 編曲：ステレオポニー/BOND×mw
3. 流れ星 (4:24)
作詞：SHIHO 作曲：AIMI 編曲：ステレオポニー/BOND×mw
4. スマイライフ 〜Instrumental〜 (3:37)

## 収録アルバム
- BEST of STEREOPONY (#1)